# Inonotus glomeratus
Inonotus glomeratus är en svampart som först beskrevs av Peck, och fick sitt nu gällande namn av William Alphonso Murrill 1920. Inonotus glomeratus ingår i släktet Inonotus och familjen Hymenochaetaceae.   Inga underarter finns listade i Catalogue of Life.